# حضينة
الحَضِينَة جنس من الحلزونات الأرضية الاستوائية التي تتنفس الهواء، رخويات بطنيات الأقدام الرئوية الأرضية في عائلة الحرزنيات الشجرية. موطنها في هَوَاي (الولايات المتحدة) وانقرض العديد من الأنواع، وهي بيوضية خنثوية. هذه الحلزونات فريدة من نوعها بين أقرانها فموئلها لا يقتصر على على النباتات المستوطنة في جزر هاواي بل أيضاً على الدخيلة. من المعروف أنها تزدهر نسبيًا على النباتات غير المحلية مثل الزنجبيل المسك الليلي.